# Liste der mexikanischen Kinofilme 1923
Die Liste der mexikanischen Kinofilme des Jahres 1923 führt alle in diesem Jahr in Mexiko gedrehten Langfilme auf. Insgesamt gab es in diesem Jahr fünf mexikanische Produktionen. Die in dieser Liste aufgeführten Informationen basieren auf David E. Wilts Buch „The Mexican Filmography 1916 through 2001“, der die vollständigste Filmographie für Mexiko vorgelegt hat.

## Legende
- Titel: Nennt soweit vorhanden den offiziellen deutschen Filmtitel, andernfalls den spanischen Originaltitel.
- Regisseur: Nennt den Regisseur oder die Regisseure des Films.
- Genre: Nennt die Genrezuordnung.
- Darsteller: Nennt drei Hauptdarsteller.
- Besonderheiten: Führt Besonderheiten und Hintergründe zum Film auf.

## Filmliste
| Titel                   | Regisseur                                | Genre     | Darsteller                                            | Besonderheiten                                                                     |
| ----------------------- | ---------------------------------------- | --------- | ----------------------------------------------------- | ---------------------------------------------------------------------------------- |
| Almas tropicales        | Manuel R. Ojeda; Miguel Contreras Torres | Melodrama | Manuel R. Ojeda; Miguel Contreras Torres; María Cozzi |                                                                                    |
| Atavismo                | Gustavo Sáenz de Sicilia                 | Melodrama | Ernesto García Cabral; Esther Carmona; Adela Sequeyro |                                                                                    |
| El hijo de la loca      | José S. Ortiz                            | Melodrama | Adela Sequeyro; Napoleón Placeres; Ángel E. Alvarez   |                                                                                    |
| Oro, sangre y sol       | Miguel Contreras Torres                  | Filmdrama | Miguel Contreras Torres; Rodolfo Ganoa; Isabel Faure  | Rodolfo Ganoa war ein berühmter Stierkämpfer, der sich in dem Film selbst spielte. |
| El secreto de un pecado | Ángel E. Alvarez; José S. Ortiz (?)      | Filmdrama | Luz María Hernández; Martha Avalos; Gaspar Pruneda    |                                                                                    |